# إجراءات القطاع التعليمي للتصدي لاستخدام المخدرات
تتضمن إجراءات القطاع التعليمي للتصدي لاستخدام المواد المخدرة استراتيجيات وتطورات وتفعيل السياسات العامة المختصة باستخدام التبغ والكحول وخلافه.
وتتمثل إجراءات القطاع التعليمي في:
1. وضع إطار لبعض السياسات العامة لمنع استخدام وتداول المواد المخدرة بين صغار السن.
2. أن تتناول المناهج القومية بعض أساليب المنع وأن تُبني تلك المناهج علي المهارات التعليمية.
3. تدريب وتأهيل المعلمين والمسؤولين عن صحة الطلاب في المدارس والعاملين بها لتطوير وتطبيق استراتيجيات صحيحة في حالة التدخل أو التعامل مع أحد الطلاب المشكوك بهم.
4. أن تكون التدخلات مبنية علي الأدلة ومتعلقة بتلك المناهج التي يتم تقديمها في المؤسسات التعليمية.
5. أن تكون تلك التدخلات مناسبة للبيئة المدرسية حيث أنه سيتم تطبيقها في المؤسسات التعليمية وأن تتضمن تلك التدخلات بعض السياسيات العامة وأن تكون موجودة في السياق العام للمؤسسات التعليمية.
6. توفير خدمات صحية في المدارس لتمنع استخدام تلك المواد وأيضا كي ترعي وتقدم الدعم اللازم للطلاب ليقلعوا عن استخدام المواد المخدرة.
7. إدارة وتنظيم وتقييم إجراءات القطاع التعليمي ويتضمن ذلك متابعة انتشار واستخدام المواد المخدرة بين صغار السن.